# Tasiocera paulula
Tasiocera paulula är en tvåvingeart som först beskrevs av Alexander 1923.  Tasiocera paulula ingår i släktet Tasiocera och familjen småharkrankar. Inga underarter finns listade i Catalogue of Life.